# Tom Skinner (jazzdrummer)
Tom Skinner (Londen, 26 januari 1980) is een Britse jazzdrummer.

## Biografie
Skinner begon met drummen op 9-jarige leeftijd en volgde tussen 1993 en 1996 workshops aan het Weekend Arts College in Londen. In 1998 werd hij lid van Gary Crosbys Tomorrow’s Warriors, waar hij vier jaar werkte met Soweto Kinch, Dave Okumu, Andrew McCormac en Tom Herbert en optrad in het London Jazz Café.
Eveneens in 1998 werd hij lid van het Denys Baptiste Quartet, waarmee hij twee albums opnam. Hij werkte ook met de kwartetten van Byron Wallen, Ingrid Laubrock en Martin Speake, met zanger Cleveland Watkiss, de hiphopgroep Task Force, met Jean Toussaint, Stanley Turrentine, Branford Marsalis, Dusko Goykovich en de Afrikaanse mbira-speler Chartwell Dutiro. Skinner leidt de groep Jade Fox samen met Dave Okumu en Tom Herbert en is ook lid van het F-ire Collective en van Byron Wallens groep Indigo.

## Discografie
- 1999: Denys Baptiste Quartet: Be Where You Are
- 2001: Ingrid Laubrock: Sometimes
- 2001: Denys Baptiste Quartet: Alternating Currents
- 2001: Nicolas Simion: Balkan Jazz
- 2006: Finn Peters: Su-ling